# Faculdade de Desporto da Universidade do Porto
A Faculdade de Desporto da Universidade do Porto (FADEUP) é um estabelecimento de Ensino Superior da Universidade do Porto dedicada ao ensino na área das Ciências do Desporto.
A FADEUP aborda o Desporto na sua pluralidade de sentidos e formas, oferecendo aos seus estudantes uma oferta formativa diversificada, de grande qualidade e rigor. Esta orientação, aliada à forte aposta na investigação, credita à FADEUP um elevado estatuto de consideração, a nível nacional e internacional.
A FADEUP tem como missão o ensino, a formação, o estudo e a investigação no domínio do desporto, entendido este como objeto plural e diversificado, ou seja, como fenómeno polissémico e manifestação polimórfica, bem como em atividades afins e correlatas, voltadas para a exercitação, a recreação, a reeducação e reabilitação, o desenvolvimento e aperfeiçoamento, a performance e transcendência da condição humana.

## História
A FADEUP tem a sua génese em outras instituições de formação em Educação Física e Desporto, que a precederam. Em 1964 iniciou-se o funcionamento de um curso de Instrutores de Educação Física que constituiu o núcleo da Escola de Instrutores de Educação Física do Porto, criada em 1969. Estas primeiras iniciativas na formação situaram-se ao nível do ensino médio.
O ano de 1975 assinala a passagem da formação em Educação Física para o ensino universitário, nascendo o Instituto Superior de Educação Física, integrado na Universidade do Porto (ISEF-UP), o qual inicia o seu funcionamento em 1 de julho de 1976.
Em 1989 o ISEF-UP passa a designar-se Faculdade de Ciências do Desporto e de Educação Física da Universidade do Porto (FCDEF-UP) e em 2005, com a revisão dos Estatutos da Universidade do Porto, é adotada a atual designação de FADEUP.